# Riccardo Maestri
Riccardo Maestri (Cernusco sul Naviglio, 20 aprile 1994) è un nuotatore italiano.

## Carriera
In carriera vanta come miglior risultato la medaglia d'argento nella 4x200m sl conquistati ai campionati europei di Debrecen 2012.
Vincitore di due ori agli europei giovanili, ha rappresentato la nazionale italiana ai giochi olimpici di Londra 2012.

## Palmarès
- Europei

Debrecen 2012: argento nella 4x200m sl.
- Europei giovanili

Anversa 2012: oro nei 200m sl e nella 4x200m sl.